# زلاتاریتسا
زلاتاریتسا شهری در استان ولیکو ترنوو کشور بلغارستان است که جمعیت آن در سال ۲۰۰۱ میلادی ۲٬۸۴۵ نفر بوده‌است.

## نگارخانه

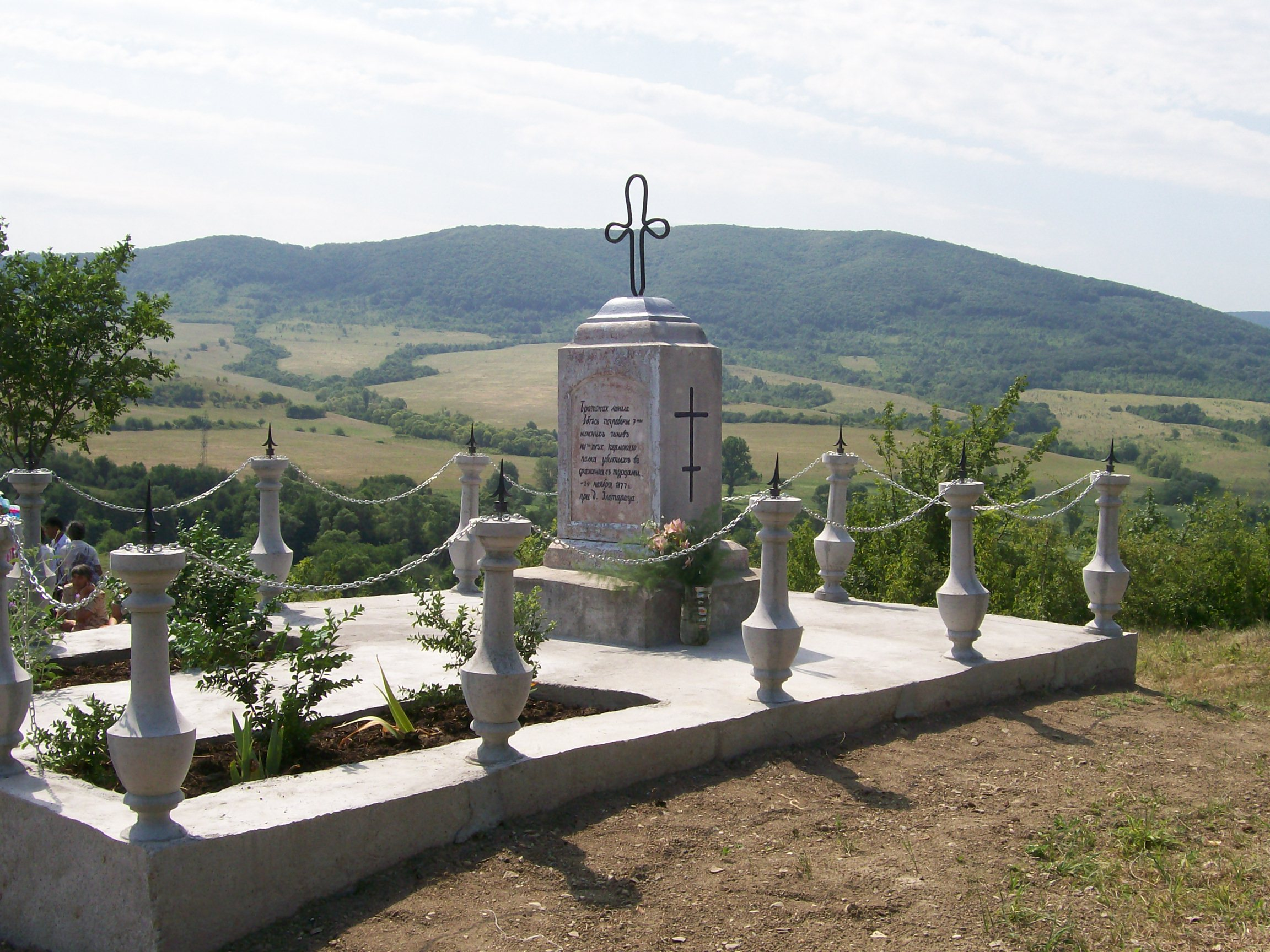
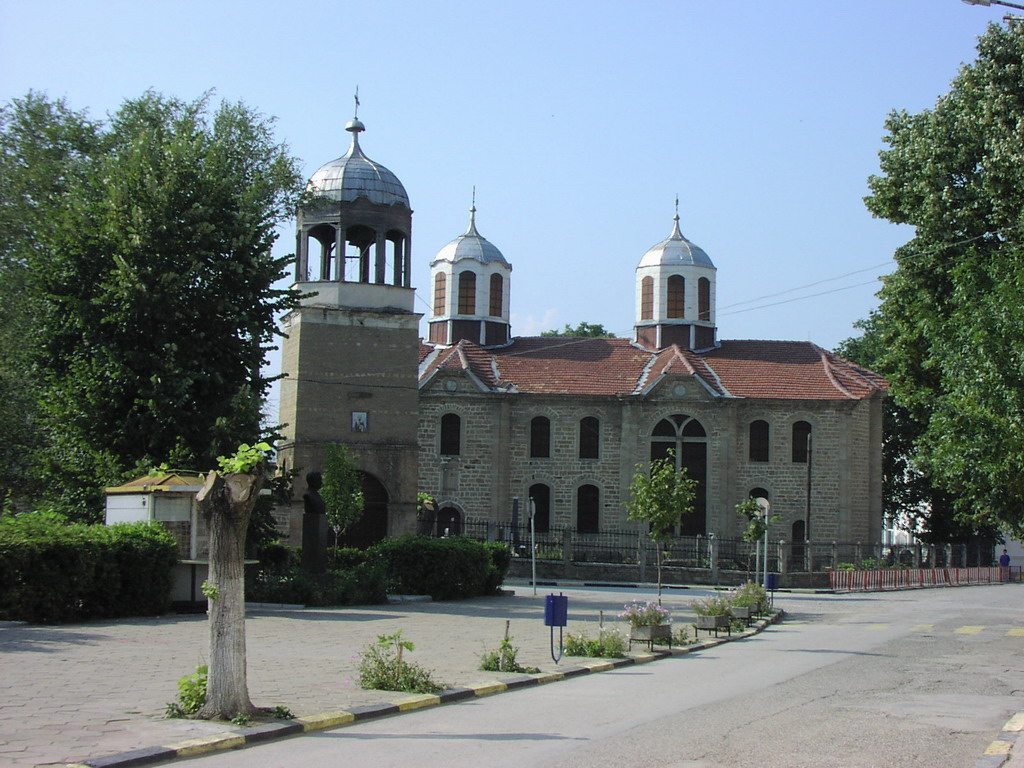
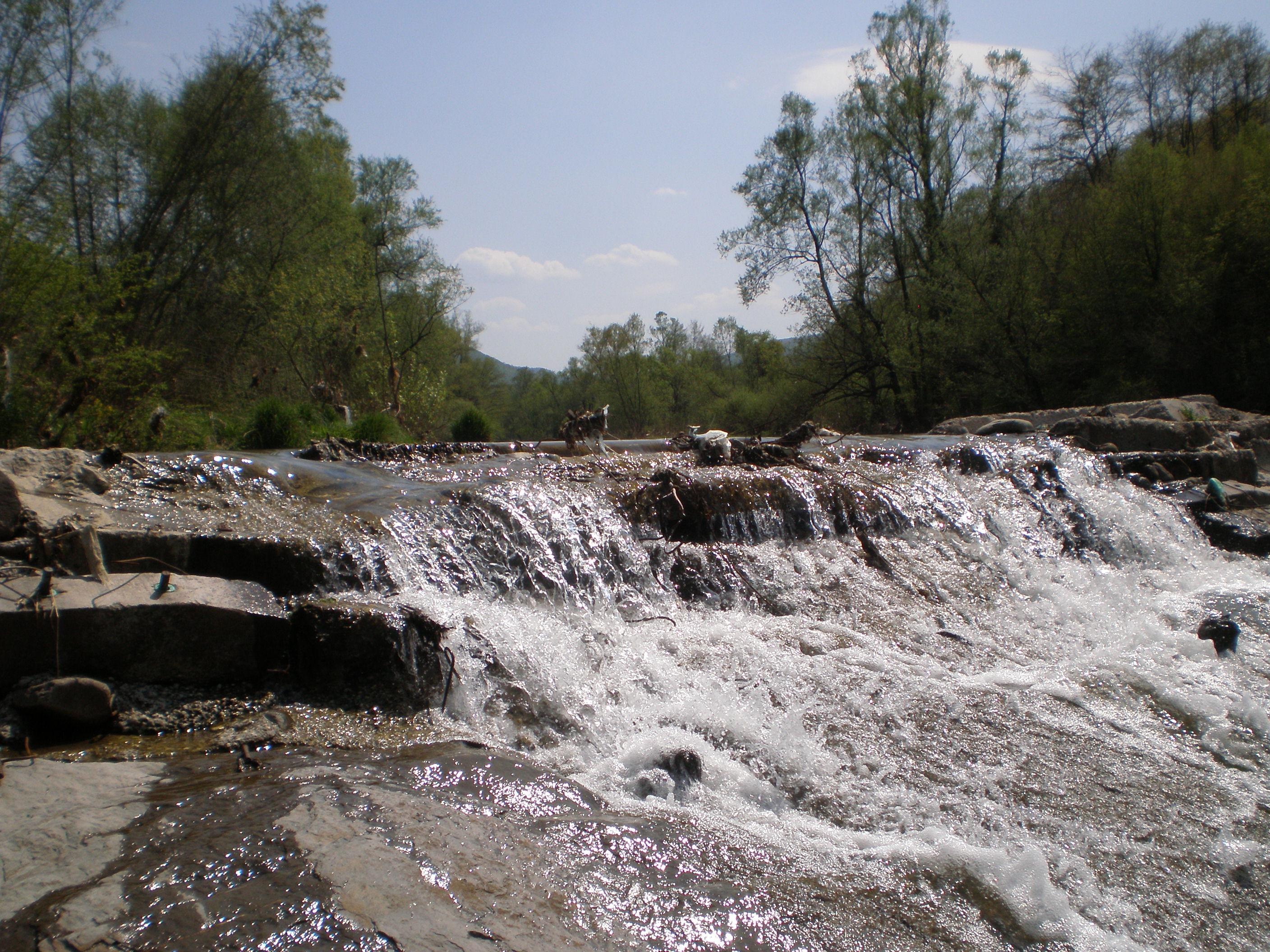
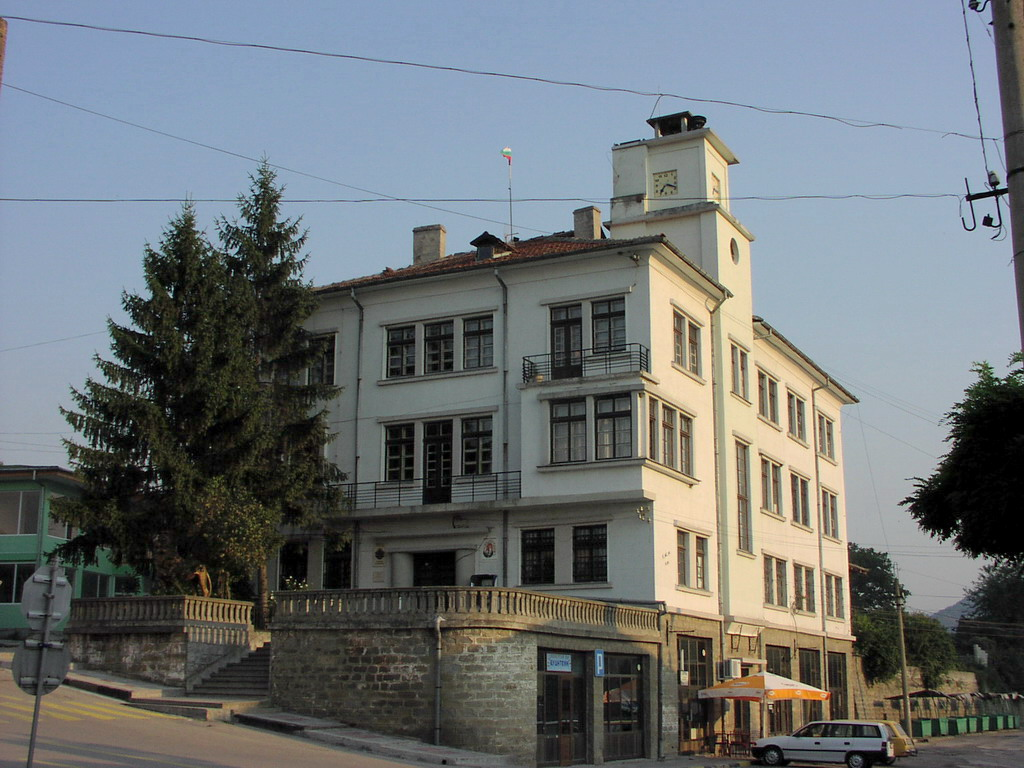
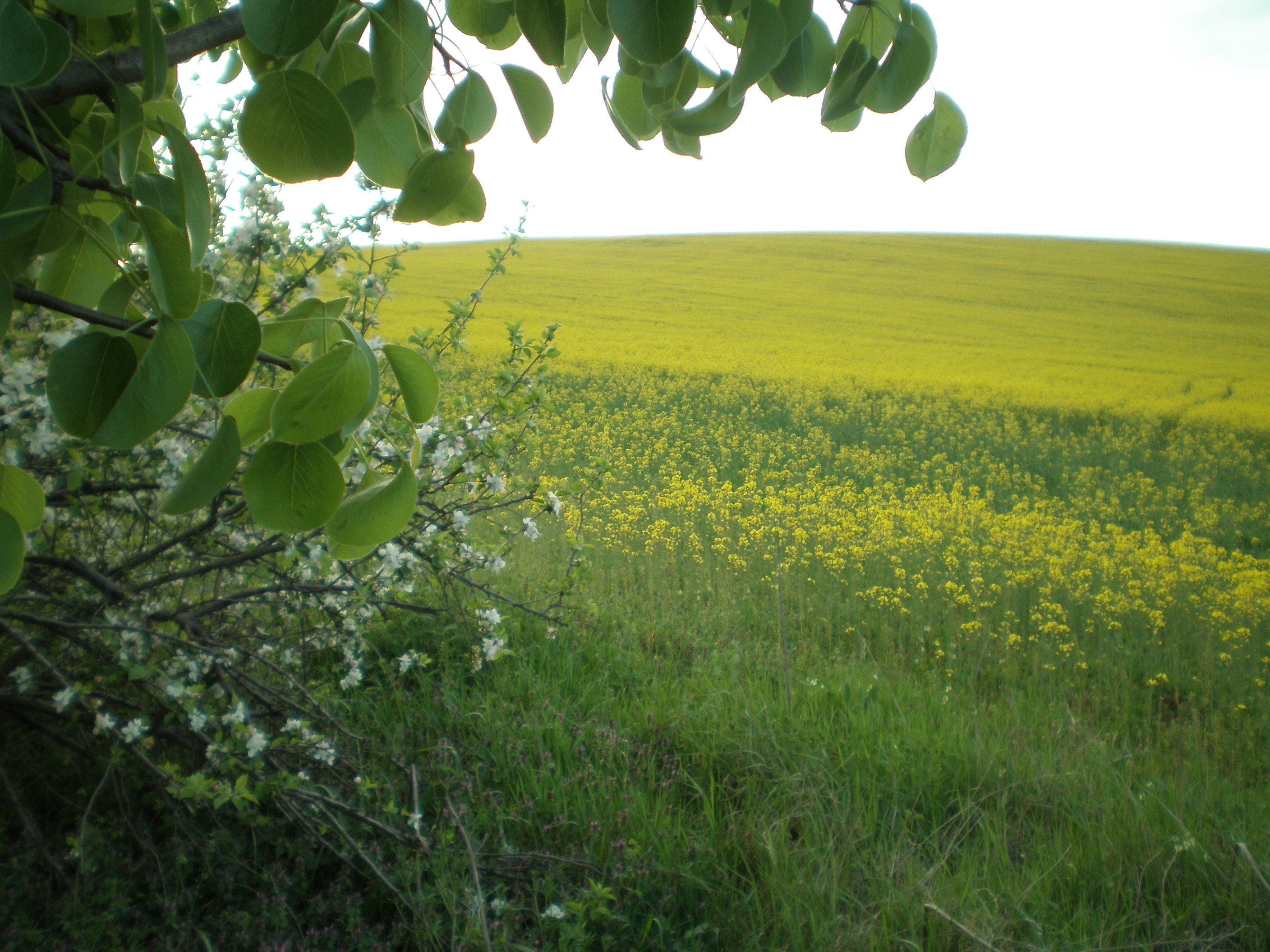
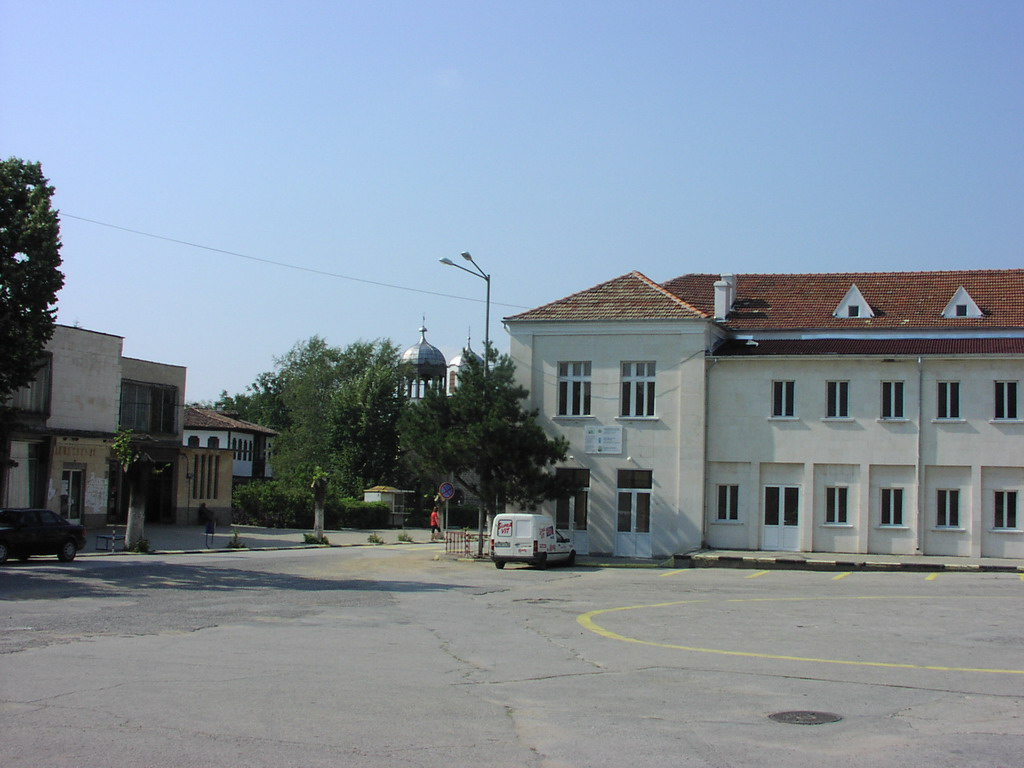
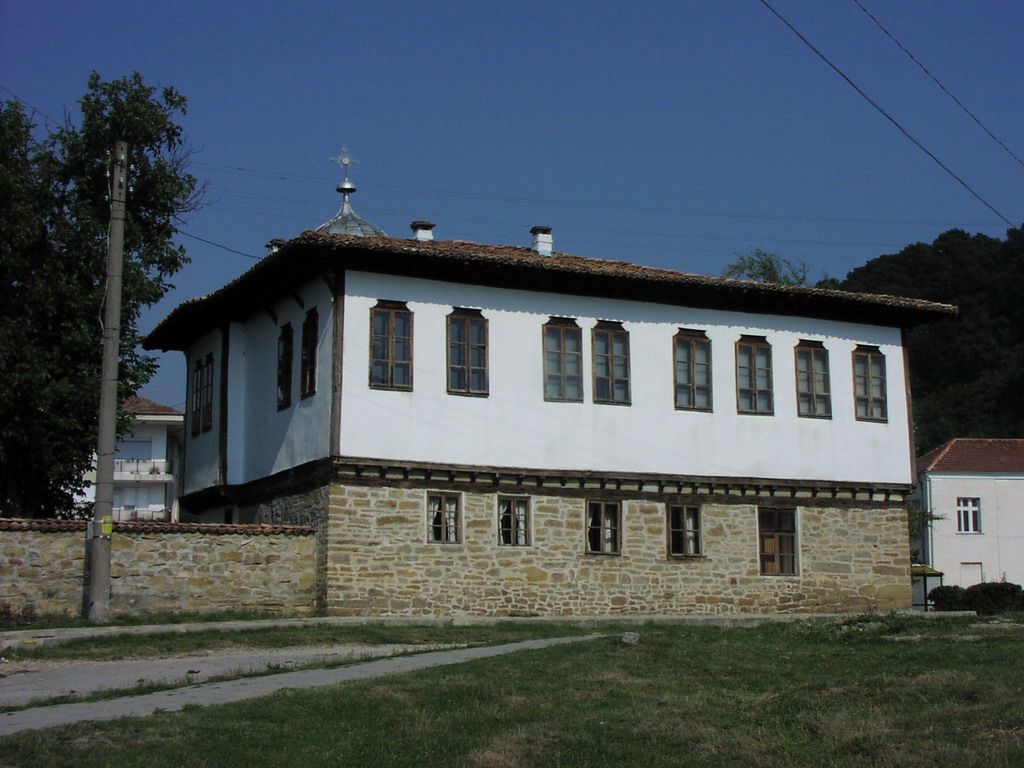